# WTA Finals 2023 – Dublu
Finala WTA 2023 la dublu feminin a avut loc la sfârșitul lunii octombrie/noiembrie 2023, ca turneul final al sezonului profesionist feminin. În competiția de dublu a Turneului Campioanelor, disputat pentru prima dată la Cancún, Mexic, au participat cele mai bine clasate opt perechi din clasamentul Race to the WTA Finals, calculat de la începutul sezonului calendaristic. Turneul s-a desfășurat în aer liber pe terenuri cu suprafață dură. Veronika Kudermetova și Elise Mertens au fost campioanele en-titre, dar Kudermetova nu s-a calificat. Mertens joacă alături de Storm Hunter.
Tragerea la sorți pentru competiția de dublu a avut loc la 28 octombrie 2023. Grupele au fost denumite după zona Maya Ka'an din largul coastei Caraibelor și după municipalitatea Mahahual, localități din statul Quintana Roo, în Yucatan, unde se desfășoară turneul. Storm Hunter, Laura Siegemund, Erin Routliffe și Ellen Perez și-au făcut debutul la ultimul eveniment al sezonului.
Coco Gauff, Jessica Pegula, Storm Hunter, Gabriela Dabrowski, Kateřina Siniaková, Laura Siegemund și Shuko Aoyama au intrat în turneu ca rivale pentru locul 1 WTA la dublu la sfârșitul anului. Dabrowska, Siniakova, Siegemund și Aoyama au pierdut ocazia de a trece în frunte în timpul grupelor preliminare.  Odată cu eliminarea lui Gauff și Pegula din grupă, australianca Storm Hunter, în vârstă de 29 de ani, va deveni noul număr unu mondial. Ea și-a asigurat, de asemenea, poziția de număr unu final, fiind a doua australiancă care reușește acest lucru, după Sam Stosur în 2006. Ea trece în fruntea clasamentului ca a treia jucătoare australiană de dublu, după Rennae Stubbs și Stosur.
Membrele perechilor înlocuitoare, Fernandez și Townsend și Sie și Wang, nu au venit la Cancún. Astfel, organizatorii au contactat-o pe Miriam Kolodziejová, aflată în vacanță și care a făcut echipă cu prietena și colega sa Markéta Vondroušová, pentru ca cehoaicele să acționeze ca pereche de rezervă.
Laura Siegemund și Vera Zvonareva le-au învins în finală pe Nicole Melichar-Martinez și Ellen Perez, cu 6–4, 6–4, și au câștigat titlul la dublu la WTA Finals 2023. Siegemund a devenit prima campioană germană la dublu din WTA Finals.

## Capi de serie
1. Coco Gauff /  Jessica Pegula (faza grupelor, 375 puncte, 90.000 $/pereche)
2. Storm Hunter /  Elise Mertens (semifinale, 750 puncte, 207.000 $/pereche)
3. Shuko Aoyama /  Ena Shibahara (faza grupelor, 500 puncte, 126.000 $/pereche)
4. Barbora Krejčíková /  Kateřina Siniaková (faza grupelor, 500 puncte, 126.000 $/pereche)
5. Desirae Krawczyk /  Demi Schuurs (faza grupelor, 375 puncte, 90.000 $/pereche)
6. Laura Siegemund /  Vera Zvonareva (cmpioane, 1.375 puncte, 468.000 $/pereche)
7. Gabriela Dabrowski /  Erin Routliffe (semifinale, 750 puncte, 207.000 $/pereche)
8. Nicole Melichar-Martinez /  Ellen Perez (finală, 955 puncte, 306.000 $/pereche)

## Tabloul principal

#### Explicația simbolurilor
- Q = calificare
- WC = Wild card
- LL = Lucky loser
- Alt = înlocuitor
- SE = scutire specială
- PR = clasament protejat
- ITF = calificat prin clasament ITF
- JE = junior scutit
- w/o = victorie fără opoziție
- r = retras
- d = descalificat

### Finală
|  | Semifinale | Semifinale                           | Semifinale | Semifinale                     | Semifinale |   |   | Finală                               | Finală | Finală | Finală | Finală |  |
|  |            |                                      |            |                                |            |   |   |                                      |        |        |        |        |  |
|  | 7          | Gabriela Dabrowski Erin Routliffe    | 1          | 7                              | [6]        |   |   |                                      |        |        |        |        |  |
|  | 7          | Gabriela Dabrowski Erin Routliffe    | 1          | 7                              | [6]        |   |   |                                      |        |        |        |        |  |
|  | 8          | Nicole Melichar-Martinez Ellen Perez | 6          | 61                             | [10]       |   |   |                                      |        |        |        |        |  |
|  | 8          | Nicole Melichar-Martinez Ellen Perez | 6          | 61                             | [10]       |   | 8 | Nicole Melichar-Martinez Ellen Perez | 4      | 4      |        |        |  |
|  |            |                                      |            |                                |            |   | 8 | Nicole Melichar-Martinez Ellen Perez | 4      | 4      |        |        |  |
|  |            |                                      | 6          | Laura Siegemund Vera Zvonareva | 6          | 6 |   |                                      |        |        |        |        |  |
|  | 6          | Laura Siegemund Vera Zvonareva       | 6          | Laura Siegemund Vera Zvonareva | 6          | 6 | 3 | 6                                    | [10]   |        |        |        |  |
|  | 6          | Laura Siegemund Vera Zvonareva       |            |                                |            |   |   |                                      |        |        |        |        |  |
|  | 2          | Storm Hunter Elise Mertens           | 6          | 3                              | [5]        |   |   |                                      |        |        |        |        |  |

### Grupa Mahahual
|   |                                       | Gauff Pegula     | Krejčíková Siniaková  | Siegemund Zvonareva   | Dabrowski Routliffe | RR C–P | Set C–P     | Game C–P       | Clasament |
| 1 | Coco Gauff Jessica Pegula             |                  | 6–3, 5–7, [6–10]      | 6–3, 4–6, [8–10]      | 6–7(2–7), 3–6       | 0–3    | 2–6 (25%)   | 30–34 (46.88%) | 4         |
| 4 | Barbora Krejčíková Kateřina Siniaková | 3–6, 7–5, [10–6] |                       | 3–6, 7–6(8–6), [5–10] | 4–6, 5–7            | 1–2    | 3–5 (37.5%) | 30–37 (44.78%) | 3         |
| 6 | Laura Siegemund Vera Zvonareva        | 3–6, 6–4, [10–8] | 6–3, 6–7(6–8), [10–5] |                       | 4–6, 2–6            | 2–1    | 4–4 (50%)   | 29–32 (47.54%) | 2         |
| 7 | Gabriela Dabrowski Erin Routliffe     | 7–6(7–2), 6–3    | 6–4, 7–5              | 6–4, 6–2              |                     | 3–0    | 6–0 (100%)  | 38–24 (61.29%) | 1         |

### Grupa Maya Ka'an
|   |                                      | Hunter Mertens | Aoyama Shibahara | Krawczyk Schuurs | Melichar-Martinez Perez | RR C–P | Set C–P      | Game C–P       | Clasament |
| 2 | Storm Hunter Elise Mertens           |                | 6–4, 6–2         | 6–2, 6–3         | 7–5, 6–4                | 3–0    | 6–0 (100%)   | 37–20 (64.91%) | 1         |
| 3 | Shuko Aoyama Ena Shibahara           | 4–6, 2–6       |                  | 7–5, 6–2         | 6–4, 2–6, [6–10]        | 1–2    | 3–4 (42.86%) | 27–30 (47.37%) | 3         |
| 5 | Desirae Krawczyk Demi Schuurs        | 2–6, 3–6       | 5–7, 2–6         |                  | 2–6, 5–7                | 0–3    | 0–6 (0%)     | 19–38 (33.33%) | 4         |
| 8 | Nicole Melichar-Martinez Ellen Perez | 5–7, 4–6       | 4–6, 6–2, [10–6] | 6–2, 7–5         |                         | 2–1    | 4–3 (57.14%) | 33–28 (54.1%)  | 2         |

Clasamentul este determinat de: 1. numărul de victorii; 2. numărul de meciuri; 3. în caz de egalitate între două echipe, rezultatul direct; 4. în caz de egalitate între trei echipe, (a) procentajul de seturi câștigate (meciuri directe dacă două echipe rămân la egalitate), apoi (b) procentajul de game-uri câștigate (meciuri directe dacă două echipe rămân la egalitate), apoi (c) clasamentul WTA.